# Scytodes tinkuan
Scytodes tinkuan är en spindelart som beskrevs av Cristina A. Rheims och Antonio D. Brescovit 2004. Scytodes tinkuan ingår i släktet Scytodes och familjen spottspindlar. Inga underarter finns listade i Catalogue of Life.